# 大由乡
大由乡，是中华人民共和国江西省赣州市石城县下辖的一个乡镇级行政单位。

## 行政区划
大由乡下辖以下地区：
大由社区、大由村、河斜村、下伊村、罗田村、兰田村、水南村、濯龙村、王沙村和高背村。